# ヴイグ川
ヴイグ川（ヴイグがわ、ロシア語: Выг, ラテン文字表記の例: Vyg、フィンランド語・カレリア語: Uikujoki）はロシア北西部のカレリア共和国を流れる河川である。
上流部は上ヴイグ川と呼ばれ、135kmに渡って小さな湖沼が無数に広がる湿地帯を流れヴイゴゼロ湖に流入する。
下ヴイグ川はヴイゴセロ湖を出た後、102kmを流れて白海のオネガ湾にベロモルスク近郊で流入する。下ヴイグ川はいくつかのダムが造られ流れが人工的に管理されており、白海とバルト海を結ぶ白海・バルト海運河の一部となっている。